# Copa Amazonas de Futebol de 1981
A Copa Amazonas de Futebol ou Taça Amazonas de 1981, foi um torneio organizado pela Federação Amazonense de Futebol como torneio secundário, antes do Campeonato Amazonense de Futebol e vencido pelo Nacional

## O Torneio
Ao contrário do que vinha acontecendo, a Taça Amazonas de 1981 foi realizada como um torneio independente do Campeonato Amazonense. Participaram do torneio sete clubes profissionais, sendo seis de Manaus e um de Itacoatiara(o Penarol.

## Jogos
- 15 de Maio de 1981 - Fast Clube 2x0 Libermorro[2]
- 17 de Maio de 1981 - Rio Negro 1x0 Sul América[3]
- 24 de Maio de 1981 - Nacional 6x0 Libermorro
- 24 de Maio de 1981 - América 1x0 Sul América
- 24 de Maio de 1981 - Penarol x Rio Negro[4]
- 31 de Maio de 1981 - Libermorro 2x1 Sul América - Estádio Ismael Benigo[5]
- 31 de Maio de 1981 - Rio Negro 2x2 Fast Clube - Estádio Vivaldo Lima[5]
- 31 de Maio de 1981 - Penarol 2x0 América - Estádio Floro de Mendonça[5]
- 10 de Junho de 1981 - América x Fast Clube - Estádio Vivaldo Lima[6]
- 11 de Junho de 1981 - Penarol x Libermorro - Estádio Floro de Mendonça
- 12 de Junho de 1981 - Sul América 0x1 Nacional - Estádio Ismael Benigno
- 14 de Junho de 1981 - Nacional 6x1 América - Estádio Vivaldo Lima
- ?? de Junho de 1981 - Penarol x Nacional - Estádio Floro de Mendonça
- 21 de Junho de 1981 - Fast Clube 0x4 Nacional
- 25 de Junho de 1981 - América 1x0 Libermorro
- 25 de Junho de 1981 - Fast Clube 3x1 Sul América
- 27 de Junho de 1981 - Penarol x Fast Clube - Estádio Floro de Mendonça
- 28 de Junho de 1981 - Nacional 0x1 Rio Negro - Estádio Vivaldo Lima

### Final
5 de Julho de 1981 - Nacional 0x0(1x0 pro) Rio Negro
- Local: Estádio Vivaldo Lima
- Renda: Cr$2.509.900,00; Público: 15.387
- Árbitro: Paulo Rangel
- Auxiliares: Antonio Vaz Cerquinho e Acrinelson Passos.
- Nacional - Gato, Paulinho, Paulo Roberto, Galvão e Ely; Marinho, Hidalgo(Patrulheiro) e Fernandinho; Bendelack(Sarará), Jasson e Reis.
- Rio Negro - Yane, Jair, Cabralzinho, China e Wilson; Zé Luís, Raulino e Roberto Gato; Charlton(Orlando), Luís Alberto(Nilson Leão) e Gilmar.

A partida esteve empatada até o final do tempo normal, em 0x0. Com isso, a disputa foi para a prorrogação. No 8º minuto do 1º tempo prorrogado, Jasson, artilheiro da competição, fez o gol que deu o título ao Nacional. Ao que conta, o Nacional foi bicampeão do torneio, pelos anos de 1979 e 1980.

## Premiação
O Nacional se sagrou bicampeão da Taça Amazonas.